# NGC 3876
NGC 3876 é uma galáxia espiral (Sab) localizada na direcção da constelação de Virgo. Possui uma declinação de +09° 09' 39" e uma ascensão recta de 11 horas, 45 minutos e 26,5 segundos.
A galáxia NGC 3876 foi descoberta em 15 de Abril de 1784 por William Herschel.